# Trechisporales
Trechisporales es un orden de hongos perteneciente a la clase Agaricomycetes. El orden contiene una sola familia, Hydnodontaceae, que contiene 15 géneros y 105 especies.